# Sierra de los Llanos

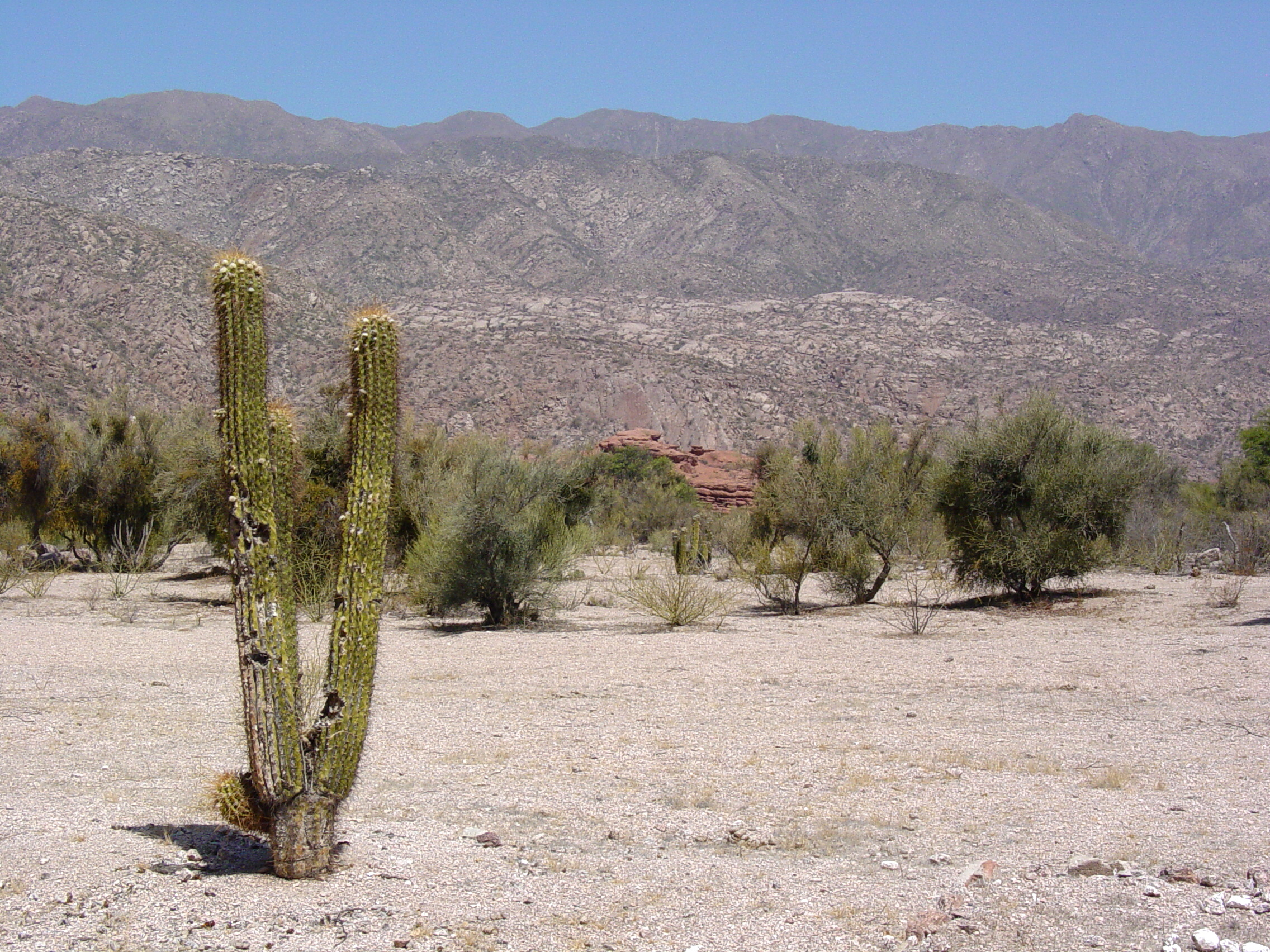
La Sierra de los Llanos.

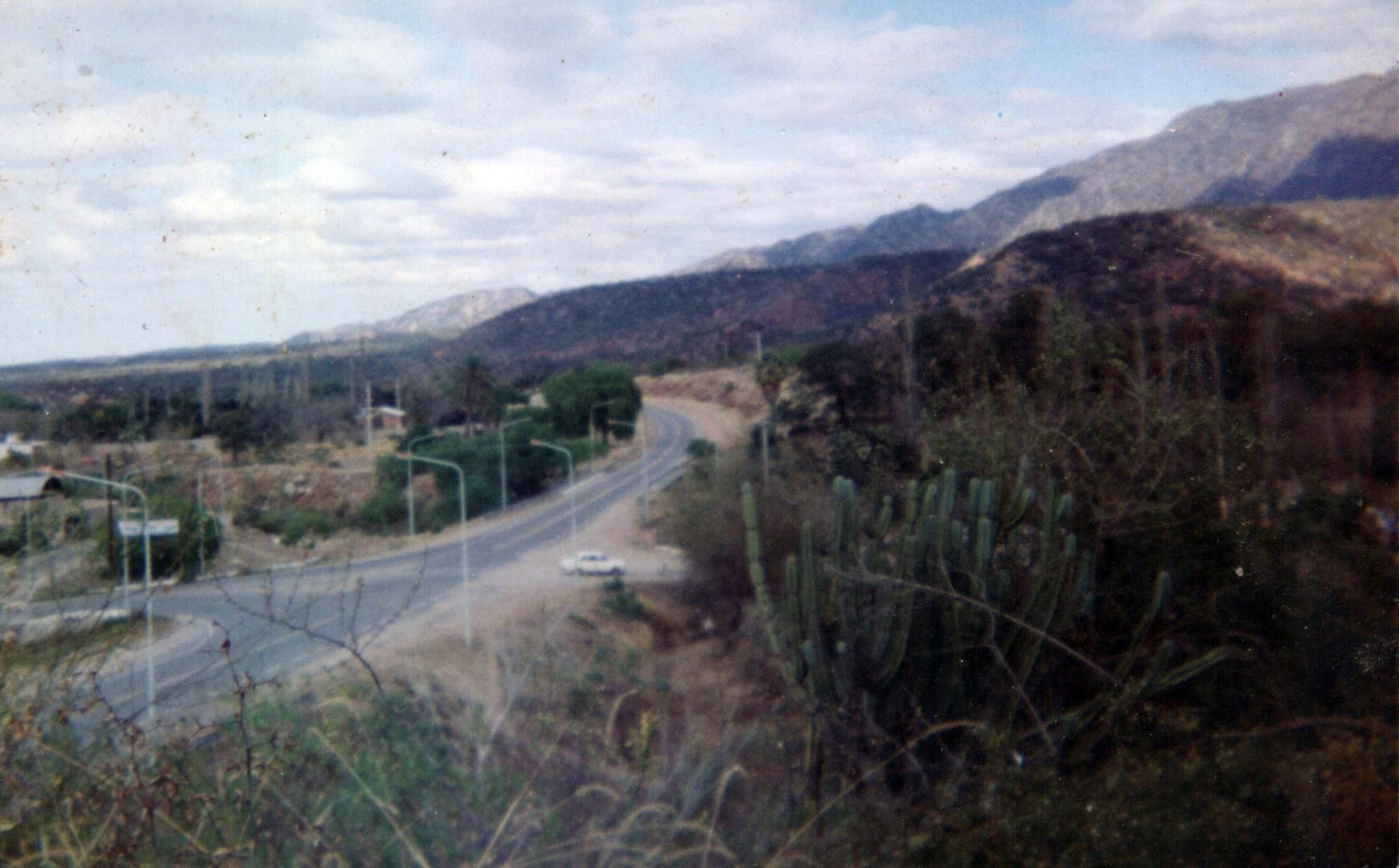
La sierra, vista desde el acceso a Olta por la.

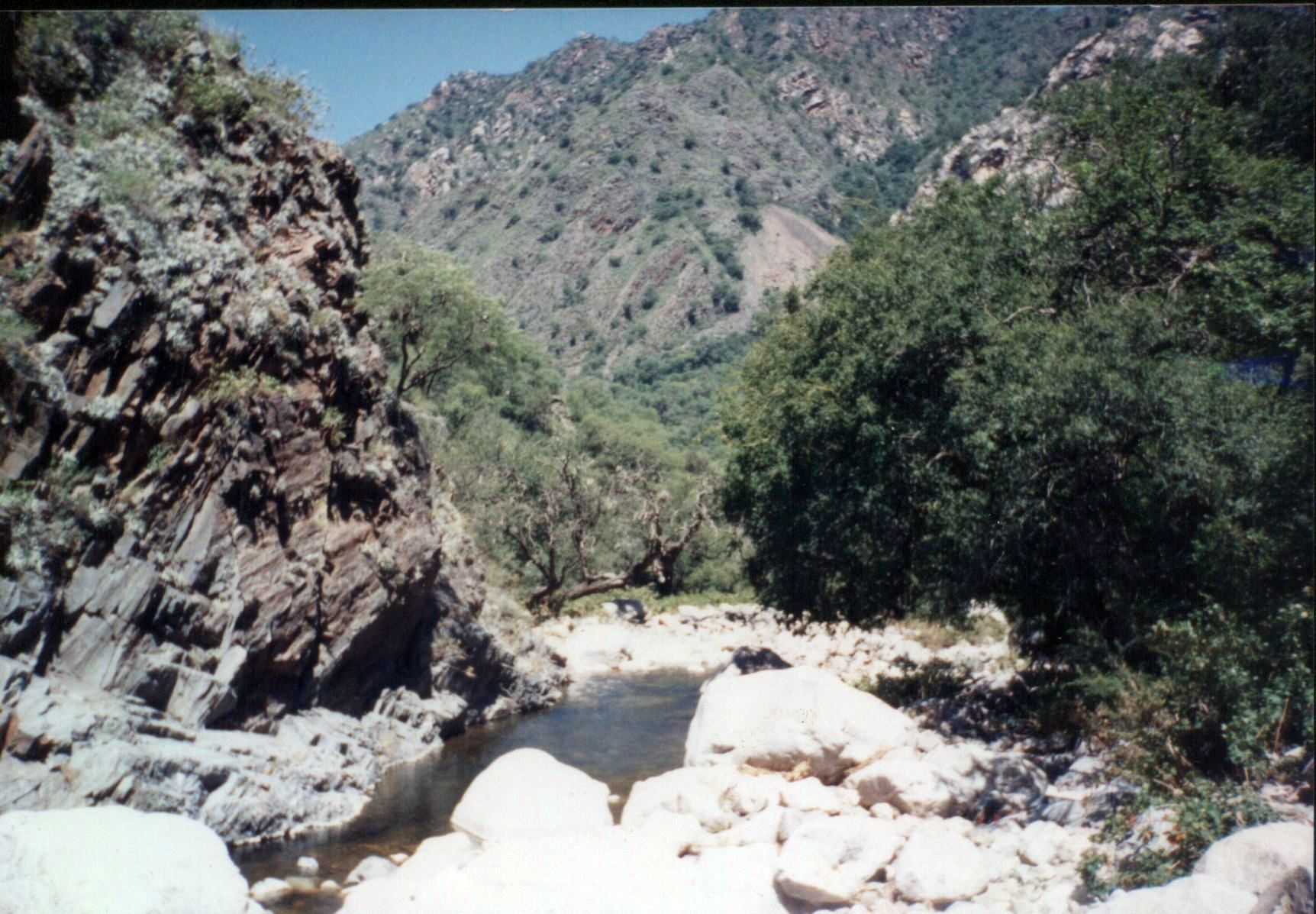
Valle fluvial localizado en las cercanías de Olta, una localidad en la Costa Baja de los Llanos de La Rioja.

La Sierra de los Llanos es un sistema montañoso que ocupa gran parte del sur de la Provincia de La Rioja, en la Argentina. Forma parte de las llamadas Sierras Pampeanas.
Su nombre se refiere tanto a la presencia de una extensa llanura semidesértica, llamada genéricamente los Llanos de La Rioja al norte de la misma, como al apellido Llanos, correspondiente a una familia que estuvo entre sus primeros pobladores de origen español. Por otro lado, esta sierra también está rodeada de llanuras semiáridas por el este, oeste y sur.

## Características generales
Se trata de cadenas montañosas de la primera parte de la era paleozoica, de entre 538 y 470 millones de años, sobre basamentos magmáticos más antiguos, del proterozoico, en torno a los 1400 millones de años. La erosión de estas serranías ha desgastado las antiguas cadenas montañosas, depositando entre las mismas y a su alrededor gruesas capas sedimentarias, originadas en las mismas sierras.
Aparte de la cadena principal, de unos 150 km de largo y con una altura máxima de 1750 m s. n. m., forman parte del mismo sistema serrano otras cadenas menores, como las sierras de Luján, de Malanzán, de Argañaraz, de los Quinteros y del Atajo. Al sur de la sierra principal, separada por una llanura accidentada, se encuentra la Sierra de las Minas (también denominada Sierra de Ulapes), que alcanza los 1000 m s. n. m.
Pese a la aridez reinante, las sierras permiten el asentamiento humano, debido a que facilitan la concentración del escasa agua de lluvia (entre 200 mm y 400 mm anuales de precipitación) en una serie de corrientes de agua de escasa importancia, pero que son aprovechadas para consumo animal y humano, y ocasionalmente para riego. Históricamente, los asentamientos humanos han sido llamados de la "Costa Alta de los Llanos" a los ubicados al oeste de la cadena principal (Punta de los Llanos, Tama, Malanzán, San Antonio), y la "Costa Baja" a los ubicados al este de la misma (Desiderio Tello, Ambil, Milagro, Catuna, Olpas, Olta, Chañar, Chamical). En ocasiones se ha mencionado una "Costa del Medio", que agruparía a los asentamientos centrales, pero su uso no ha sido muy extendido. Adicionalmente, al oeste y al este de la Sierra de las Minas se encuentran localidades de alguna importancia, como Chepes (al oeste) y Ulapes (al este).

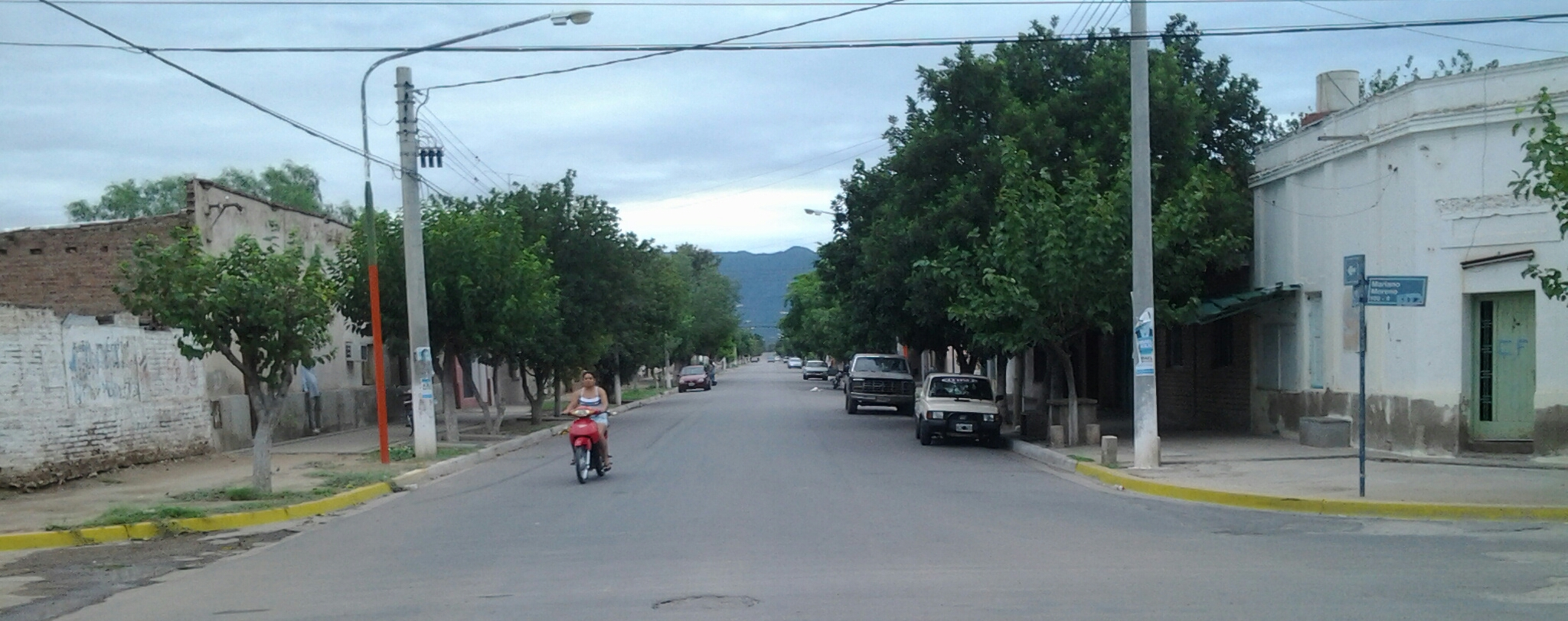
La dependencia denominada Sierra de los Quinteros se aprecia en el fondo distante de esta imagen de
Chamical, una pequeña ciudad en la Costa Baja de los Llanos Riojanos.

## Hidrografía, flora y fauna
Las corrientes de agua de la zona son generalmente de tipo estacional (uadis), con caudales muy modestos. Desde tiempos precolombinos el hombre ha aprovechado estas escasas aguas mediante la construcción de embalses (el término quichua para este tipo de construcción es "jagüel" y el criollo es "represa") que retienen parte de sus caudales; entre los más conocidos se pueden mencionar al Embalse El Portezuelo y el Embalse de Olta.
Adicionalmente, se han comenzado a explorar en las últimas décadas una serie de cuencas de agua subterránea, con resultados promisorios, que en el futuro se planea utilizar para riego en las llanuras semidesérticas que rodean a las sierras.
Fitogeográficamente, la zona pertenece al distrito fitogeográfico del monte de sierras y bolsones, que forma parte del dominio fitogeográfico Chaqueño. Predomina mayormente la Brea (Parkinsonia praecox), la Tusca (Acacia aroma) y  en menor medida el Quebracho Blanco (Aspidosderma quebracho-blanco). Entre otras especies dominantes se encuentran arbustos y arbolitos tales como las jarrillas (género Larrea), la pichanilla (Senna aphylla), el piquillín (Condalia microphylla), el algarrobillo (Prosopidastrum globosum), el chañar (Geoffroea decorticans), el retamo (Bulnesia retama), el alpataco (Neltuma alpataco), el tintitaco (Prosopis torquata) y otros Prosopis. Se encuentran además varias cactáceas. En zonas donde la oferta de agua es algo mayor, aparecen el algarrobo blanco (Prosopis alba), el algarrobo negro (Prosopis nigra), el tala (Celtis ehrenbergiana), los molles (género Schinus), y en algunos casos donde el agua abunda más, sauces (del género Salix).
La fauna corresponde a la ecorregión terrestre sabanas chacoserranas; las sierras son asiento de poblaciones de guanacos sureños (Lama guanicoe guanicoe), conejos de los palos (Dolichotis salinicola) y vizcachas (Lagostomus maximus), que permiten poblaciones marginales de pumas (Puma concolor) y más abundantes de culpeo o "zorro colorado" (Lycalopex culpaeus) y gato montés (Leopardus geoffroyi). Entre las aves se encuentran varias especies de pájaros, y destaca la presencia del cóndor (Vultur gryphus). Entre los reptiles merece ser mencionada la yarará ñata (Bothrops ammodytoides), la única serpiente venenosa de la región.

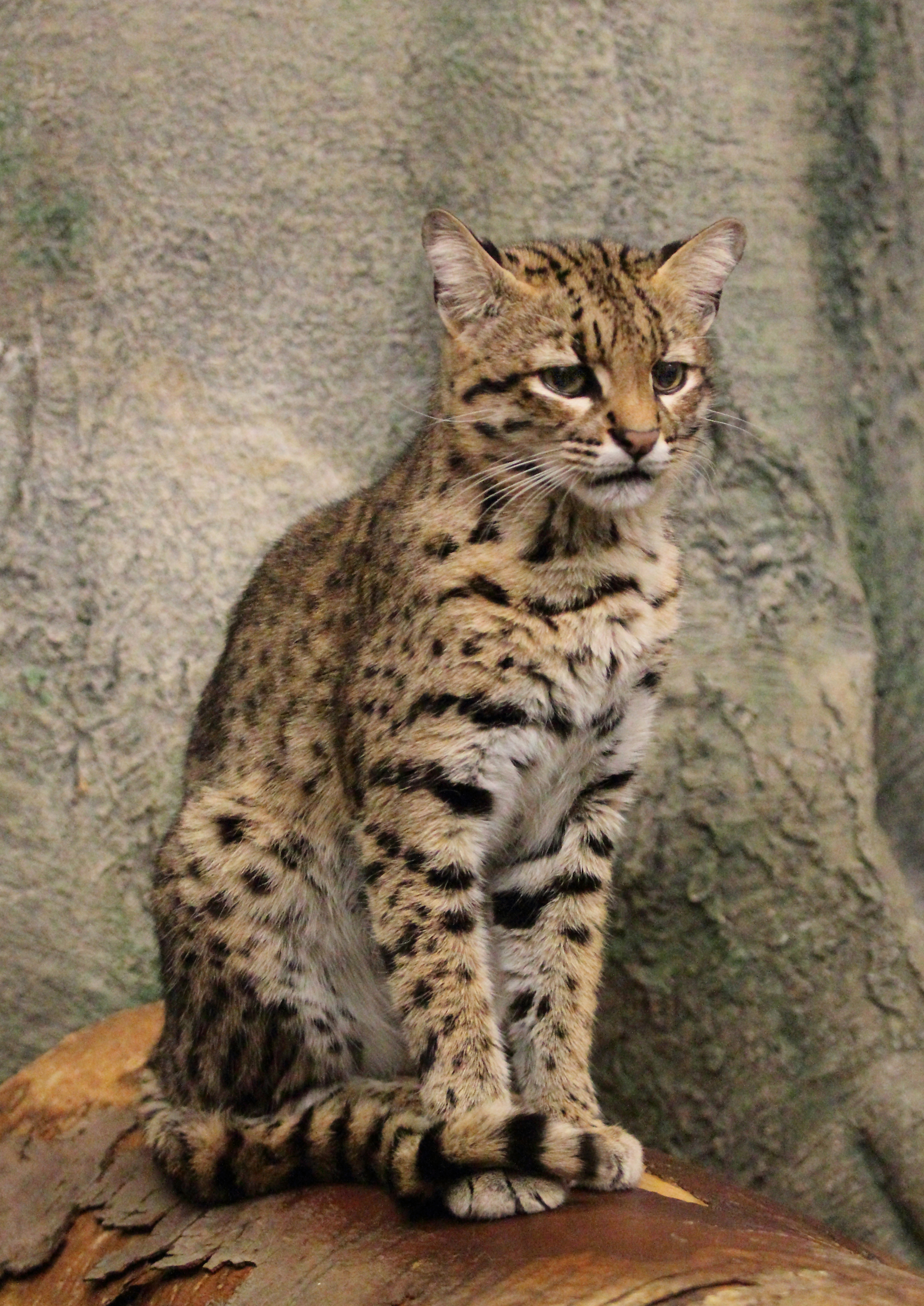
Espécimen viviente de gato montés sudamericano
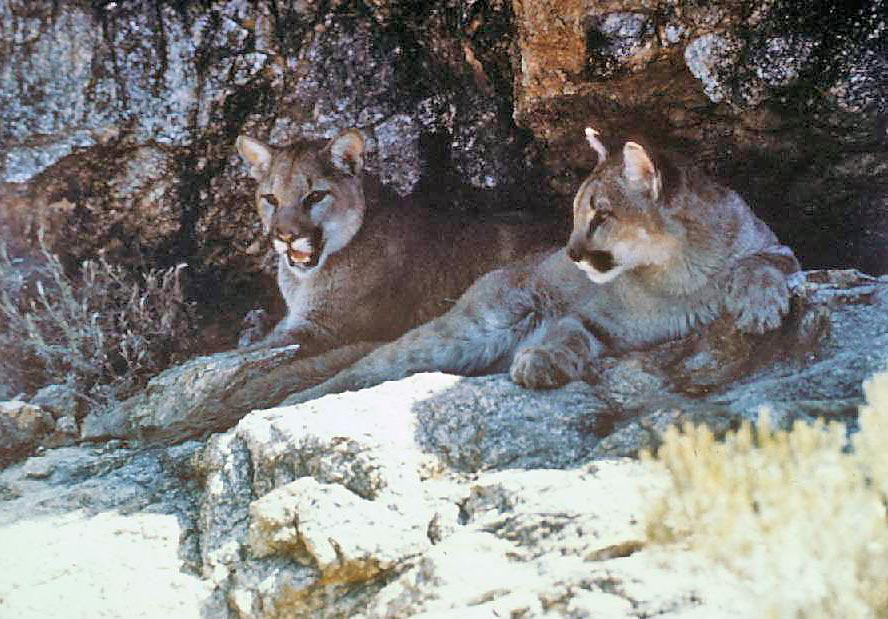
Pareja de pumas viviendo en libertad
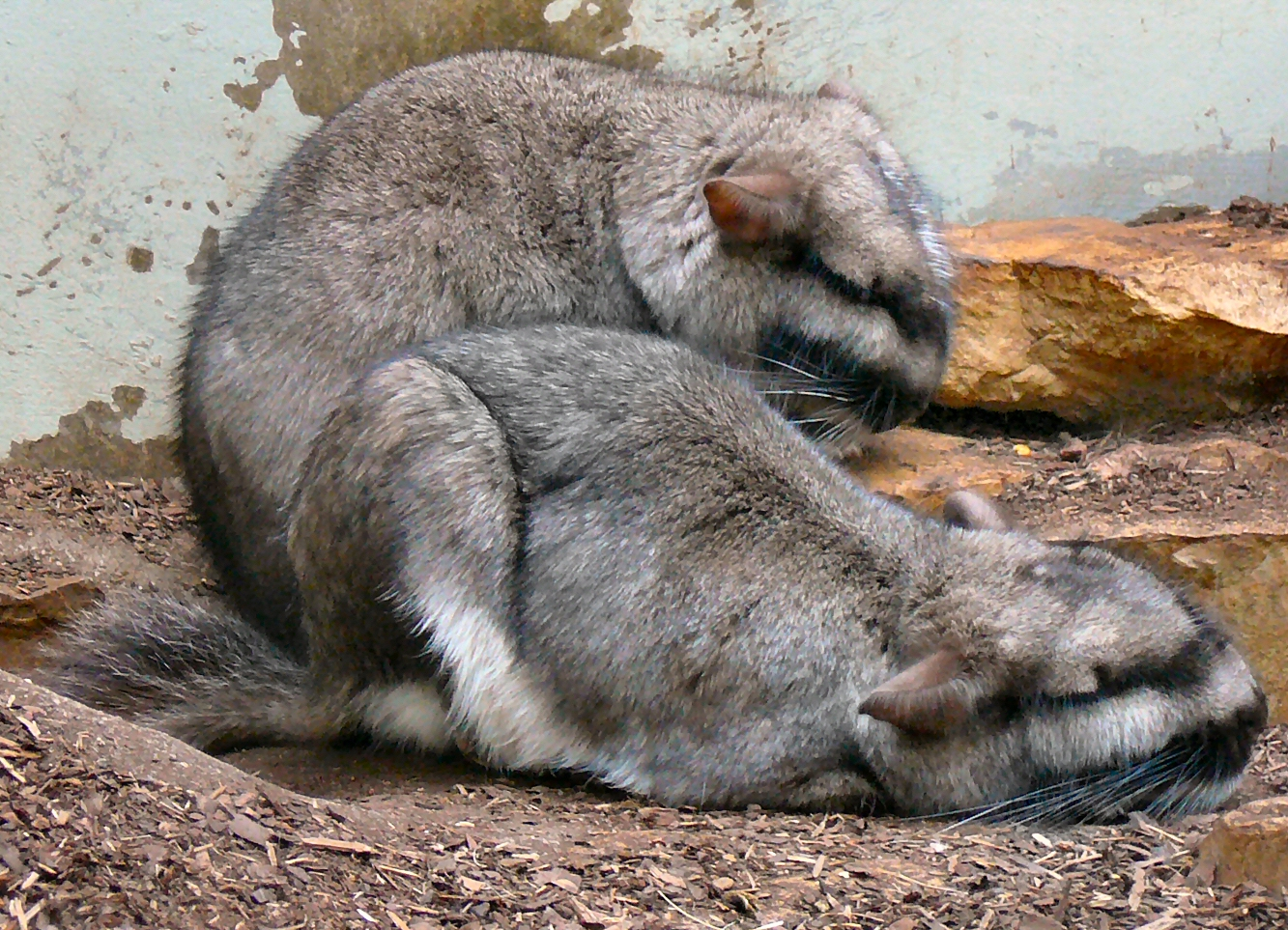
Pareja de vizcachas viviendo cautivas en un zoológico de Alemania
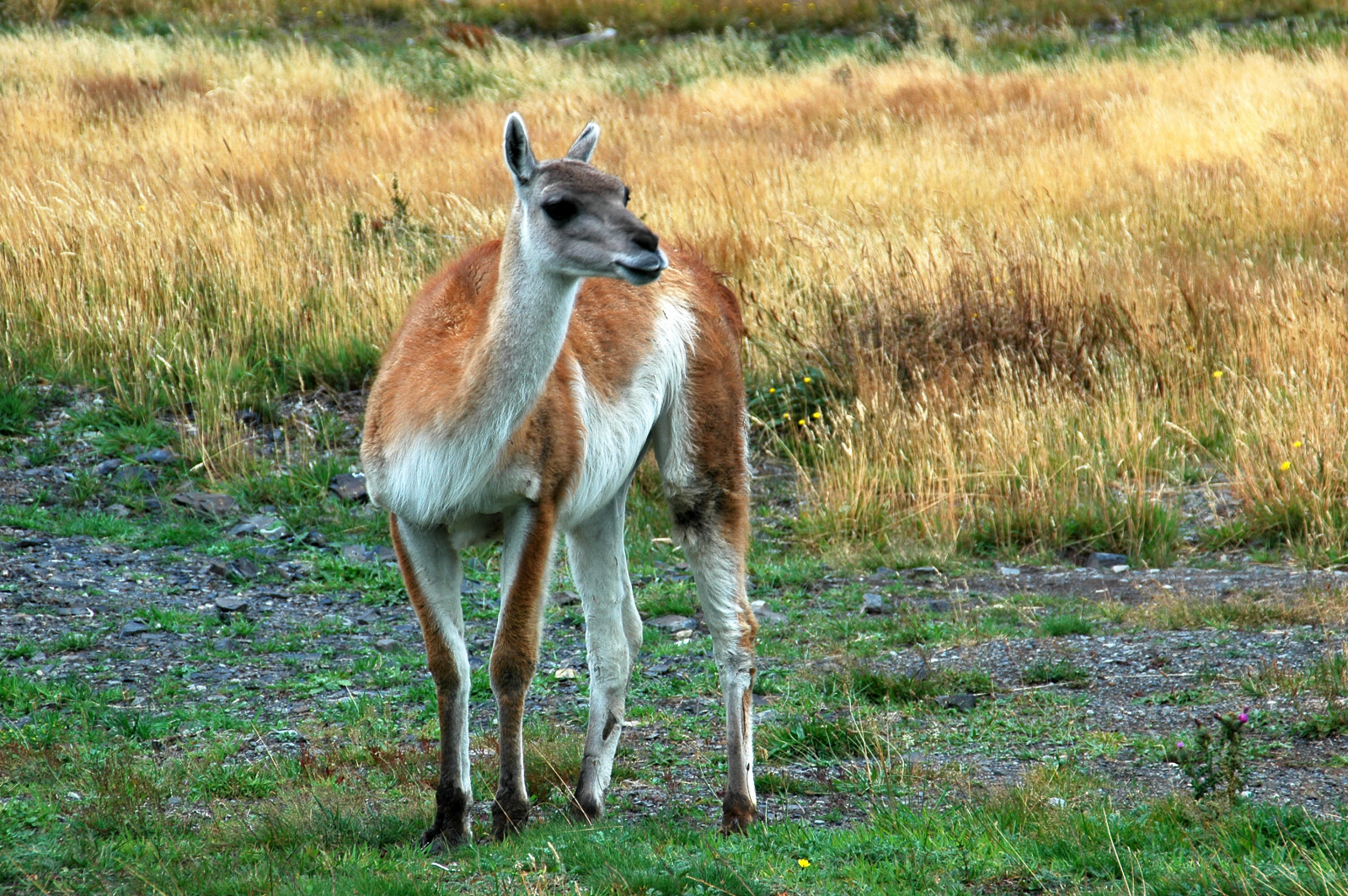
Guanaco sureño
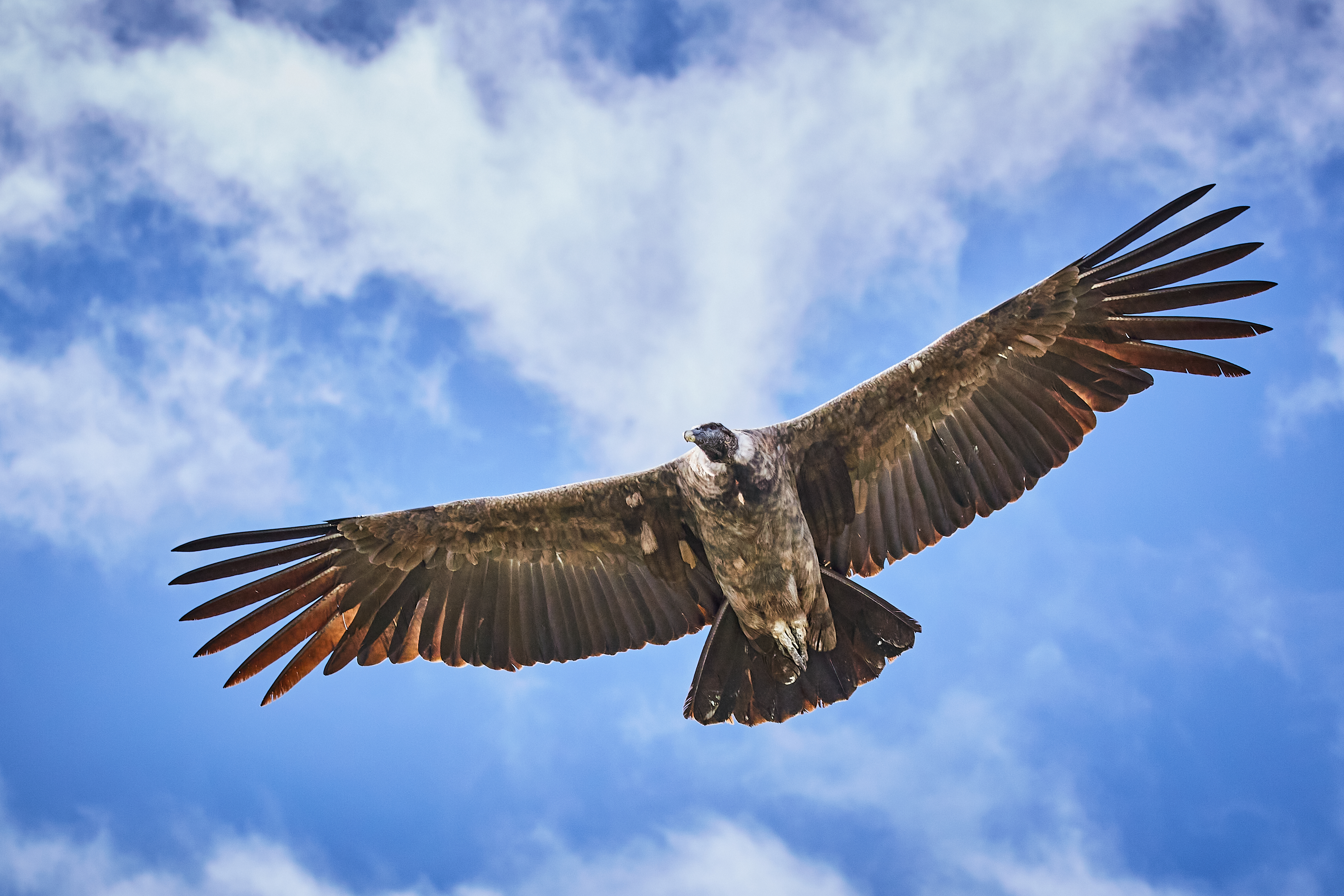
Cóndor adulto surcando el cielo majestuosamente
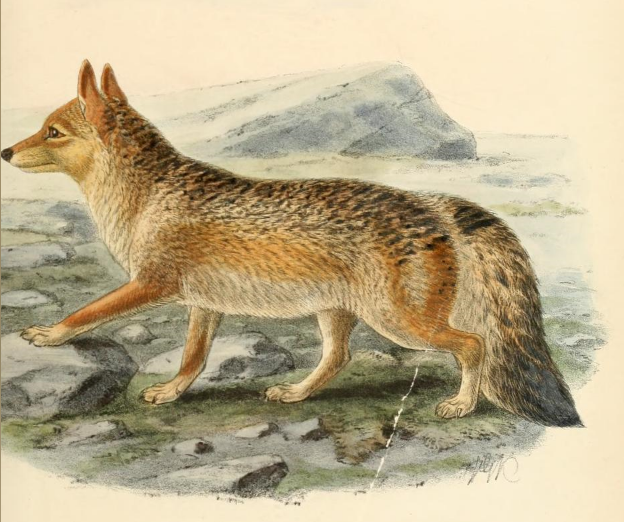
El culpeo según un viejo grabado científico (Thomas 1914)
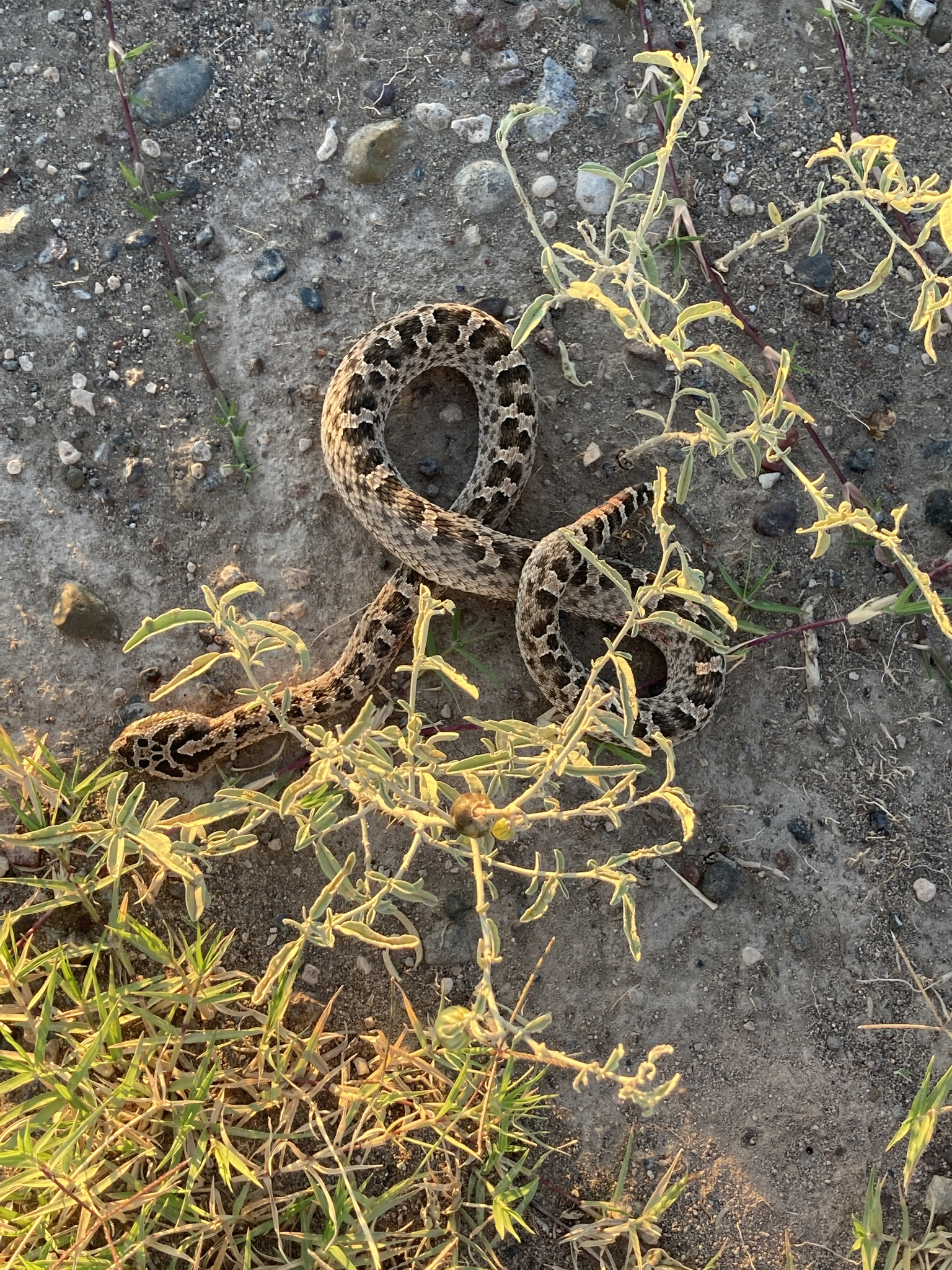
Ejemplar de yarará ñata, la única serpiente peligrosa para los humanos existente en los Llanos Riojanos

## Importancia histórica
La Sierra de los Llanos fue sede del asentamiento de indígenas Olongastas, étnicamente emparentados con los huarpes y comechingones, pero de lengua cacán. Eran cazadores y agricultores, y vivían agrupados en poblaciones de unas pocas familias. Ulteriormente a la Conquista, sus gentes fueron reunidas en cascos de  población más grandes, y sometidas en encomienda a los habitantes de la ciudad de La Rioja. De estos pueblos, sobrevivieron hasta la época de la independencia de la Argentina los pueblos de Atiles, Olta y Polco.
La zona fue considerada marginal hasta fines del siglo XVIII, en que se produjo un masivo aumento de la población, pasando de 1732 habitantes en 1762 a 3866 en 1805; gran parte de los recién llegados eran campesinos pobres de origen español o criollo, junto con mulatos a su servicio. Esta inmigración estuvo motivada por el crecimiento de la ganadería vacuna, orientada a la exportación de ganado en pie hacia el norte de Chile.
El crecimiento demográfico otorgó una notable importancia a esa región, que se convirtió en uno de los centros más relevantes de una provincia que hasta entonces se había limitado a utilizar esa región como paso hacia la provincia de Córdoba y hacia Cuyo. Su importancia aumentó muy significativamente al iniciarse la tercera década del siglo XIX, por la preponderancia política en su provincia y en las vecinas del general Juan Facundo Quiroga, hijo de un sanjuanino llegado a fines del siglo anterior, que tuvo una importancia crucial en las guerras civiles argentinas. Varios de los jefes militares que siguieron al mando del ejército provincial tras la muerte de Quiroga, sobre todo el coronel Lucas Llanos y el general Ángel Vicente Peñaloza, alias El Chacho, también eran de origen llanisto. Este último utilizó ampliamente las posibilidades de la árida sierra para residir en ella y alcanzar las provincias vecinas, mientras sus perseguidores tenían enormes dificultades para enfrentarlo en los Llanos.
Solo al final de las guerras civiles, la importancia política de los Llanos disminuyó drásticamente. Pese a que dos vías férreas rodean las sierras por el norte y el sur, comunicando la provincia de Córdoba con las de La Rioja y San Juan, los pueblos de los Llanos del sur riojano se convirtieron nuevamente en una región económica y políticamente marginal en la provincia. En el censo de 2010, los siete departamentos del sur de la provincia totalizaron 54 854 habitantes, con una densidad de 2,05 hab/km².